# Mady Correll
Mady Correll (* 19. April 1907 in Montréal, Québec, Kanada; † 18. Dezember 1981 in Los Angeles, Kalifornien) war eine kanadische Schauspielerin.
Ihren ersten Kurzfilm drehte Correll im Jahre 1934. Ein Höhepunkt ihrer Karriere war die weibliche Hauptrolle im Drama Midnight Madonna neben Warren William. Ohne je den großen Durchbruch zu schaffen, folgten anschließend Filme wie 1946 Die besten Jahre unseres Lebens, wo sie eine kleine Nebenrolle übernahm. Den größten Erfolg ihrer Karriere hatte Correll in ihrem letzten Film Monsieur Verdoux – Der Frauenmörder von Paris als Mona Verdoux an der Seite von Charles Chaplin.
Mady Correll war mit dem Schauspielkollegen Warren Ashe (1903–1947) verheiratet. Sie starb 1981 mit 74 Jahren an Magenkrebs.

## Filmografie
- 1934: Sea Sore (Kurzfilm)
- 1937: Midnight Madonna
- 1938: Invisible Enemy
- 1938: Defying Death (Kurzfilm)
- 1941: A Girl, a Guy, and a Gob
- 1942: The Old Chisholm Trail
- 1944: Texas Masquerade
- 1944: Moonlight and Cactus
- 1946: Die besten Jahre unseres Lebens (The Best Years of Our Lives)
- 1947: Monsieur Verdoux – Der Frauenmörder von Paris (Monsieur Verdoux)